# Wijaleta Bardsilouskaja
Wijaleta Aljaksandrauna Bardsilouskaja (belarussisch Віялета Аляксандраўна Бардзілоўская; * 7. Juni 2005 in Mahiljou) ist eine belarussische Trampolinturnerin.

## Erfolge
Wijaleta Bardsilouskaja begann im Alter von vier Jahren mit dem Turnsport. Bei den Juniorinnen gewann sie 2021 in Sotschi im Synchronspringen den Titel und belegte mit der Mannschaft den zweiten Platz. Dank ihrer Resultate in der Weltcup-Saison 2023/24 sicherte sich Bardsilouskaja die Qualifikation für die Olympischen Spiele 2024 in Paris. Aufgrund der Suspendierung des russischen und belarussischen Olympischen Komitees wegen des russischen Überfalls auf die Ukraine waren russische und belarussische Sportler nur als neutrale Athleten startberechtigt, sodass Bardsilouskaja zur Delegation der Individuellen Neutralen Athleten gehörte.
Bei den Spielen selbst belegte sie in der Qualifikation mit 56,340 Punkten den zweiten Platz hinter der Chinesin Zhu Xueying, die die Qualifikation mit 56,720 Punkten gewann. Den Finaldurchgang schloss sie mit 56,060 Punkten ebenfalls auf dem zweiten Platz ab. Nur die Britin Bryony Page, die mit 56,480 Punkten Olympiasiegerin wurde, hatte ein noch besseres Ergebnis erzielt, während Sophiane Méthot aus Kanada mit 56,060 Punkten als Drittplatzierte die Bronzemedaille erhielt.